# Edwin O. Jordan

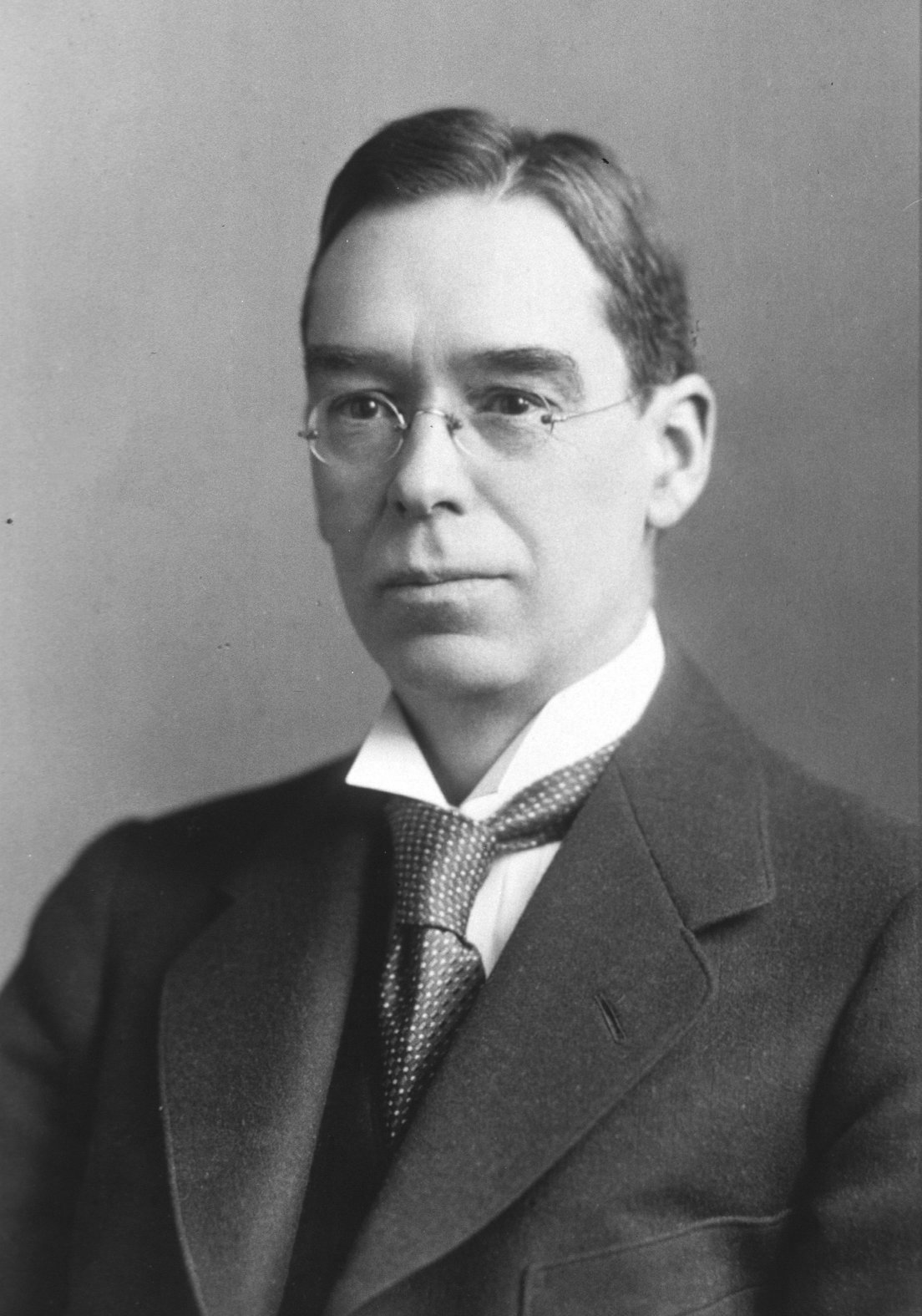
Edwin O. Jordan (um 1900)

Edwin O. Jordan (* 28. Juli 1866 in Thomaston, Maine; † 2. September 1936 in Lewiston, Maine) war ein US-amerikanischer Mikrobiologe und Gesundheitswissenschaftler an der University of Chicago.

## Leben und Wirken
Jordan erwarb 1888 am Massachusetts Institute of Technology einen Bachelor in Mikrobiologie, wo er Assistent von William T. Sedgwick wurde. In diesem Jahr war er auch kurzzeitig Assistent von Theophil Mitchell Prudden am College of Physicians and Surgeons der Columbia University in New York City.
Von 1888 bis 1890 arbeitete Jordan an der Lawrence Experiment Station, wo Möglichkeiten der Abwasseraufbereitung erforscht wurden. Bei Charles Otis Whitman an der Clark University erwarb er 1892 einen Ph.D. in Zoologie.
Im selben Jahr ging Whitman an die neugegründete University of Chicago und Jordan wurde sein Mitarbeiter an der Abteilung für Anatomie. 1895 erhielt Jordan eine erste Professur (Assistant Professor) für Bakteriologie, 1900 wurde er Associate Professor und 1907 erhielt er eine ordentliche Professur. 1914 übernahm er die Führung der Abteilung für Bakteriologie. 1933 ging er als Professor Emeritus in den Ruhestand.
Edwin Jordan machte sich um die Erforschung der Bedeutung von Bakterien (und anderen Erregern) für die öffentliche Gesundheit verdient. Abwasseraufbereitung und Selbstreinigung fließender Gewässer, der Stoffwechsel von Haemophilus influenzae und die Klassifikation von Salmonellen gehörten zu seinen Forschungsgebieten wie Lebensmittelvergiftungen und die  Pasteurisierung von Milch.
Jordan war Mitglied und Funktionsträger zahlreicher akademischer Gremien und Fachgesellschaften. Er führte mehr als 50 Doktoranden zum Abschluss. Sein Lehrbuch General Bacteriology erschien bis zu seinem Tod in elf Auflagen und erlebte bis 1973 weitere neun Auflagen. Er gehörte zu den Gründungs-Herausgebern des Journal of Infectious Diseases und war Herausgeber des Journal of Preventive Medicine. Jordans Arbeiten werden noch Jahrzehnte nach seinem Tod zitiert. Die Datenbank Scopus, die Zitationen überwiegend erst aus der Zeit nach den 1970er Jahren erfasst, führt ein Profil zu Jordan, das einen h-Index von 5 aufweist (Stand Februar 2025).
1905 war Edwin Jordan Präsident der Society of American Bacteriologists, 1930 der Epidemiological Society. 1922 erhielt er ein Ehrendoktorat der University of Cincinnati, 1934 die Sedgwick Memorial Medal der American Public Health Association (APHA). 1936 wurde er zum Mitglied der National Academy of Sciences gewählt.
Edwin Oakes Jordan war seit 1893 mit Elsie Fay Pratt Jordan verheiratet. Das Paar hatte drei Kinder.

## Schriften (Auswahl)
- Ferdinand Hueppe: The Principles of Bacteriology (Übersetzung aus dem Deutschen), 1899
- General Bacteriology, 1908
- Food Poisoning and Food-Borne Infection, 1917
- Epidemic Influenza, 1927
- The Newer Knowledge of Bacteriology and Immunology (Hrsg.), 1928